# Terra Indígena São Marcos
A Terra Indígena São Marcos é um território indígena brasileiro, nos municípios de Pacaraima (80,96% de sua superfície) e Boa Vista (19%), tradicionalmente habitado por comunidades de três etnias originarias: Taurepang, Macuxi e Wapixana.

## História
A ocupação do território pelos povos indígenas é uma presença tradicional desde tempos imemoriais, muito anteriores às primeiras incursões no vale do rio Branco pelos colonizadores portugueses, holandeses e castelhanos no século XVI, sendo descrita no processo da demarcação nos seguintes termos:

 Localizada na região do extremo norte do Brasil, era ocupada por mais de vinte grupos tribais – PARAVIANA, AMARIBA, ATOHADÍ, KARIPUNA, MACUXI, WAPIXANA, AKARAPI, WAIKÁ, ARINA, KINHAÚ, POROKOTÓ, WOAKI, KIMARA, ZAPARA, PAUXIANA, MARAÚANA, MAKÚ, entre outros, [...]. Os MAKUXI, de língua karibe, habitavam próximo aos campos dos rios Rupununi e Parima e as montanhas do Paracaima e Camucu, [...]. Os WAPIXANA, de língua Aruak e vizinhos dos MAKUXI, habitavam o alto curso do rio Rupununi e a margens do rio Parima.— FUNAI. Processo..., 1990
O nome "São Marcos" para esta Terra Indígena (TI) decorre do fato de seu território pertencer a uma das três fazendas da Coroa criadas pelas autoridades coloniais portuguesas no século XVIII: São José, São Bento e São Marcos. Estas Fazendas da Coroa teriam sido fundadas pelo capitão português Nicolau de Sá Sarmento, então comandante do Forte de São Joaquim do Rio Branco. A Fazenda São Marcos teria sido implantada entre os anos de 1787 a 1793, no local situado à margem esquerda do rio Uraricoera, com objetivo de utilizá-la como ponto estratégico de ocupação e para assegurar a posse das terras do vale do rio Branco.
Em 1916, a administração e a fiscalização da fazenda São Marcos é repassada para o Serviço de Proteção ao Índio (SPI), instituição criada em 1910, sendo esta a última das fazendas nacionais que foi mantida como patrimônio público desde o advento da República no Brasil em 1889.

## Flora
O bioma amazônico cobre a totalidade da área demarcada, ainda que possua uma fitofisionomia diversificada com savana (29,41%), cobertura vegetal composta pelo contacto Savana-Formações Pioneiras (24,43%), savana estépica (21,59%), Floresta Ombrófila Densa (18,89%) e as áreas de contato Savana-Floresta Estacional (5,68%), a qual está situada na bacia hidrográfica do rio Negro.

## Demografia
Estima-se que a população da TI São Marcos era de 5.838 pessoas no ano de 2015.
Na TI São Marcos há, além da língua portuguesa, populações falantes de três línguas indígenas: o idioma Wapixana do tronco Aruak, o idioma Taurepang e a idioma Macuxi, ambos do tronco linguístico Karib.
Em 2015, a Terra Indígena São Marcos possuía 45 comunidades que estavam distribuídas por 3 áreas do território:
- Alto São Marcos (24 comunidades)[7];
- Médio São Marcos (9 comunidades)[7];
- Baixo São Marcos (12 comunidades)[7].

## Educação escolar indígena
As instituições escolares situadas na TI que oferecem educação básica por meio do sistema de ensino da Secretaria Estadual de Educação são as seguintes:
- Escola Estadual Indígena Izaura Roth (comunidade Sabiá);[9][10]
- Escola Estadual Indígena Professor Jose Malheiros (comunidade Guariba);[10]
- Escola Estadual Indígena Tuxaua Felismino (comunidade Xiriri);[10][11]
- Escola Estadual Indígena Filismino de Alcantara (comunidade Pato);[10]
- Escola Estadual Indígena Manoel Anisio da Silva (comunidade Caranguejo);[10]
- Escola Estadual Indígena Indio Tuxaua Evanderson (comunidade Lagoa).[9][10]

## Questões fundiárias
O reconhecimento formal da terra indígena começou em 1985 com a edição pela FUNAI da Portaria n. 1.856/E, de 15 de abril de 1985, que designava servidores para procederem levantamento fundiário na AI São Marcos. Dessa Portaria seguiram-se vários atos administrativos voltados para a formalização desse território até a expedição do Decreto presidencial n. 312, de 29 de outubro de 1991, publicado no D.O.U. de 30 de outubro de 1991, o qual a homologou em definitivo.
A TI São Marcos vem sofrendo pressões de não-indígenas sobre seu território, principalmente por fazendeiros e pela exploração mineral ilegal realizada pelo garimpo clandestino.
Desde 2019, este território indígena vem ganhando notoriedade nacional em razão do Senado Federal e da Câmara dos Deputados estarem discutindo um projeto de Decreto Legislativo que pretendia reduzir a área em questão para excluir a cidade que funciona como sede do município de Pacaraima.